# Sara Heikkinen Breitholtz
Sara Susanne Heikkinen Breitholtz, född 27 juni 1986 i Nödinge församling i Älvsborgs län, är en svensk politiker (socialdemokrat) och jurist. Mellan 21 januari 2019 och 30 juni 2021 var hon statsrådsersättare, och ersatte Jennie Nilsson som riksdagsledamot under tiden Nilsson var Sveriges landsbygdsminister. Under denna period var hon ledamot i utbildningsutskottet, och därutöver suppleant i flera utskott.
Efter en trafikolycka i december 2020 var Heikkinen Breitholtz sjukskriven i flera omgångar. I samband med regeringskrisen i Sverige 2021 var Socialdemokraterna tvungna att försäkra sig om alla sina mandat, samtidigt som det var osäkert om Heikkinen Breitholtz skulle kunna delta vid omröstningen. Landsbygdsminister Jennie Nilsson begärde då entledigande från sin post som landsbygdsminister, för att därigenom kunna ta tillbaka sin plats i riksdagen. Därmed fick Heikkinen Breitholtz lämna platsen i riksdagen, medan hon behöll sina uppdrag i kommunfullmäktige i Kungsbacka kommun.